# 즈리성 (중화민국)
즈리성(중국어: 直隷省, 한국어: 직례성)은 1913년부터 1928년까지 존재했던 중화민국 북양정부의 성의 성도는 바오딩 현(1913년 ~ 1914년, 현재의 바오딩 시)과 톈진 현(1914년 ~ 1928년, 현재의 톈진시)이다.
1913년 1월 8일에 시행된 《현행 성과 지방 행정 관청 조직의 단일화에 관한 명령》(劃一現行各省地方行政官廳組織令)에 따라 민정 부문이 분리된 행정 기구가 수립되었으며 1914년 10월 즈리 성이 징자오 지방(京兆地方)과 함께 순천부(順天府)에서 분리되어 신설되었다. 1928년 허베이 성으로 개편되면서 폐지되었다.